# كينجي بابا
كينجي بابا (باليابانية: 馬場 賢治) (7 يوليو 1985 في هيراتسوكا في اليابان – )؛ هو لاعب كرة قدم ياباني سابق كان يلعب كمهاجم.

## وصلات خارجية
- كينجي بابا على موقع رابطة كرة القدم اليابانية للمحترفين (اليابانية)
- كينجي بابا على موقع قاعدة بيانات كرة القدم.إي يو (الإنجليزية)
- كينجي بابا على موقع Soccerway.com (الإنجليزية)
- كينجي بابا على موقع عالم كرة القدم.نت (الإنجليزية)
- كينجي بابا على موقع كووورة